# Kugeldisteln
Die Kugeldisteln (Echinops) sind eine Pflanzengattung aus der Familie der Korbblütler (Asteraceae).

## Beschreibung

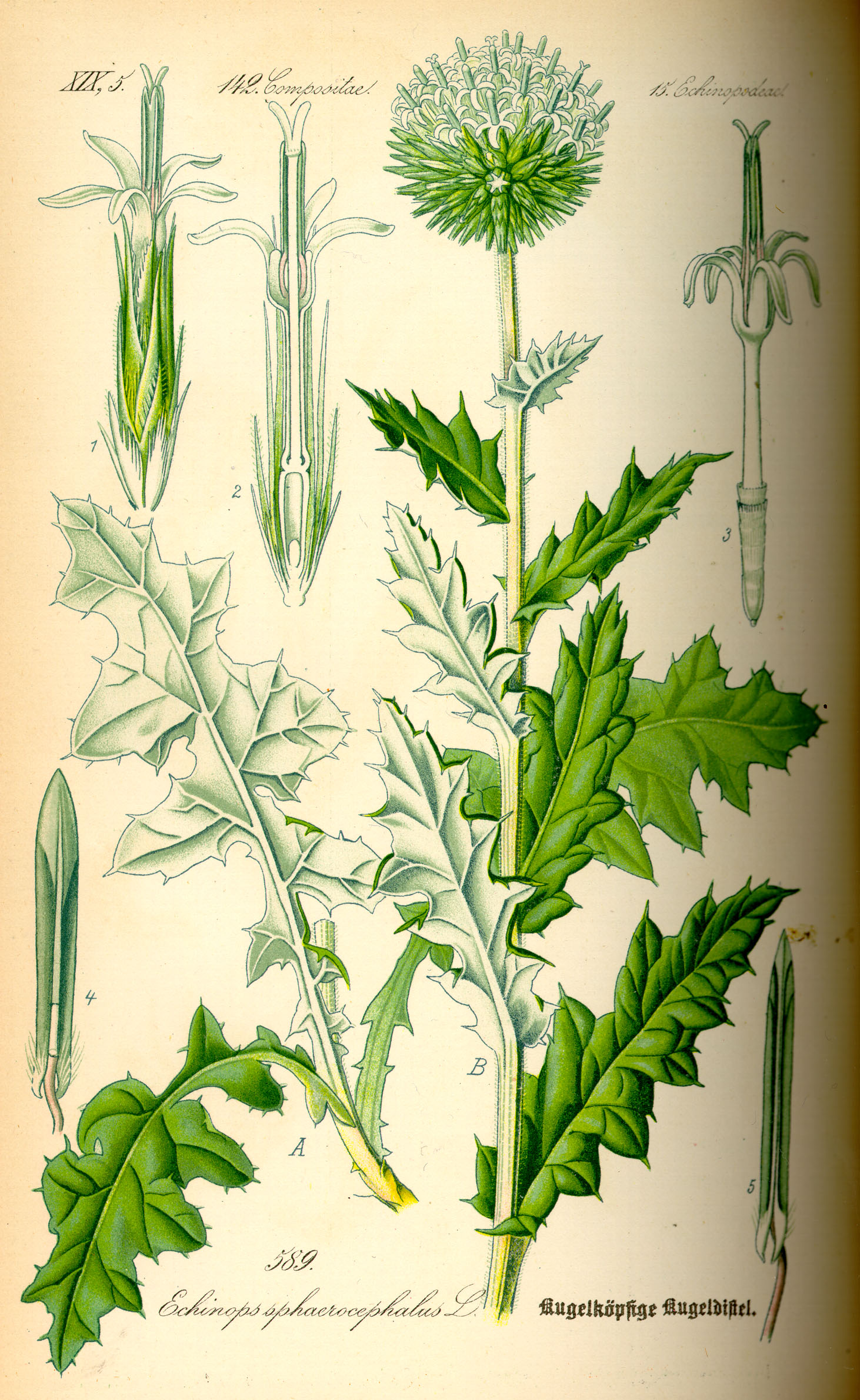
Illustration der Drüsenblättrigen Kugeldistel (Echinops sphaerocephalus)

### Vegetative Merkmale
Die Kugeldistel-Arten sind ausdauernde krautige Pflanzen. Als Überdauerungsorgane bilden sie Rhizome aus. Die selbstständig aufrechten Stängel sind kantig. Die wechselständig angeordneten Laubblätter sind ein- bis zweifach fiederteilig und unterseits weiß-wollig-filzig.

### Generative Merkmale
Die Körbchen sind einblütig, besitzen eine zwittrige Röhrenblüte und sind von einer mehrreihigen Hülle umgeben. Zahlreiche Körbchen bilden kugelförmige Blütenstände zweiter Ordnung, die Durchmesser von 4 bis 8 Zentimetern aufweisen. Die Körbchen blühen innerhalb eines Kopfes von oben nach unten auf. Die Blütenkrone ist röhrig, dabei fast bis zum Grund geteilt. Die Blütenfarbe ist stahlblau bis weiß, die Blütenstände als Ganzes sind meist bläulich. Die Staubblätter sind blaugrau.
Die Achänen sind zylindrisch, fünfkantig und anliegend behaart. Der Pappus ist kurzschuppig.

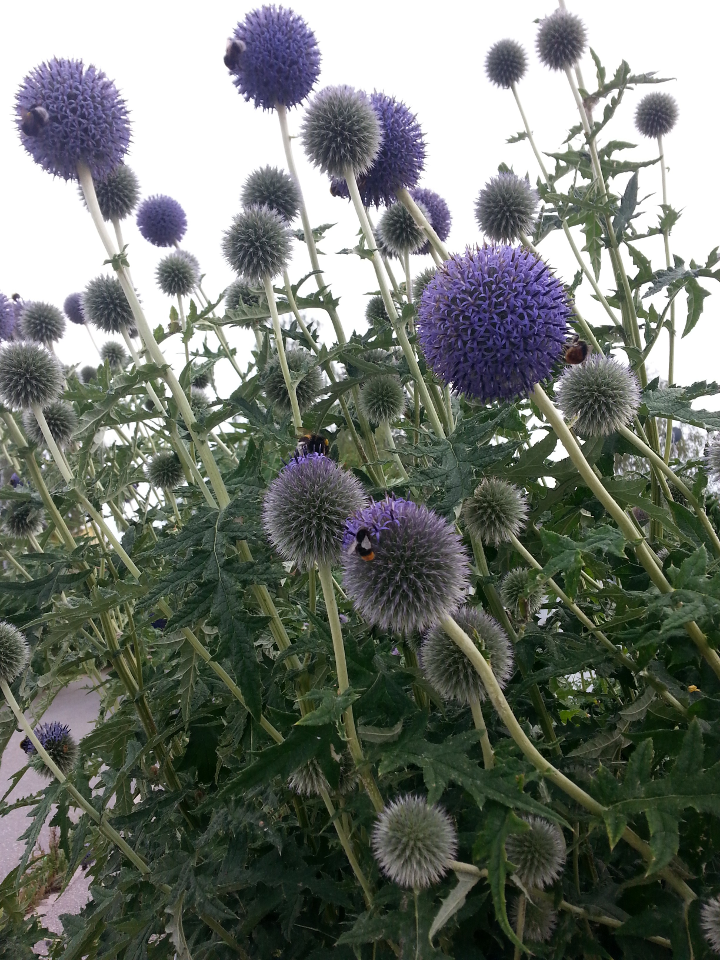
Banater Kugeldistel (Echinops bannaticus)

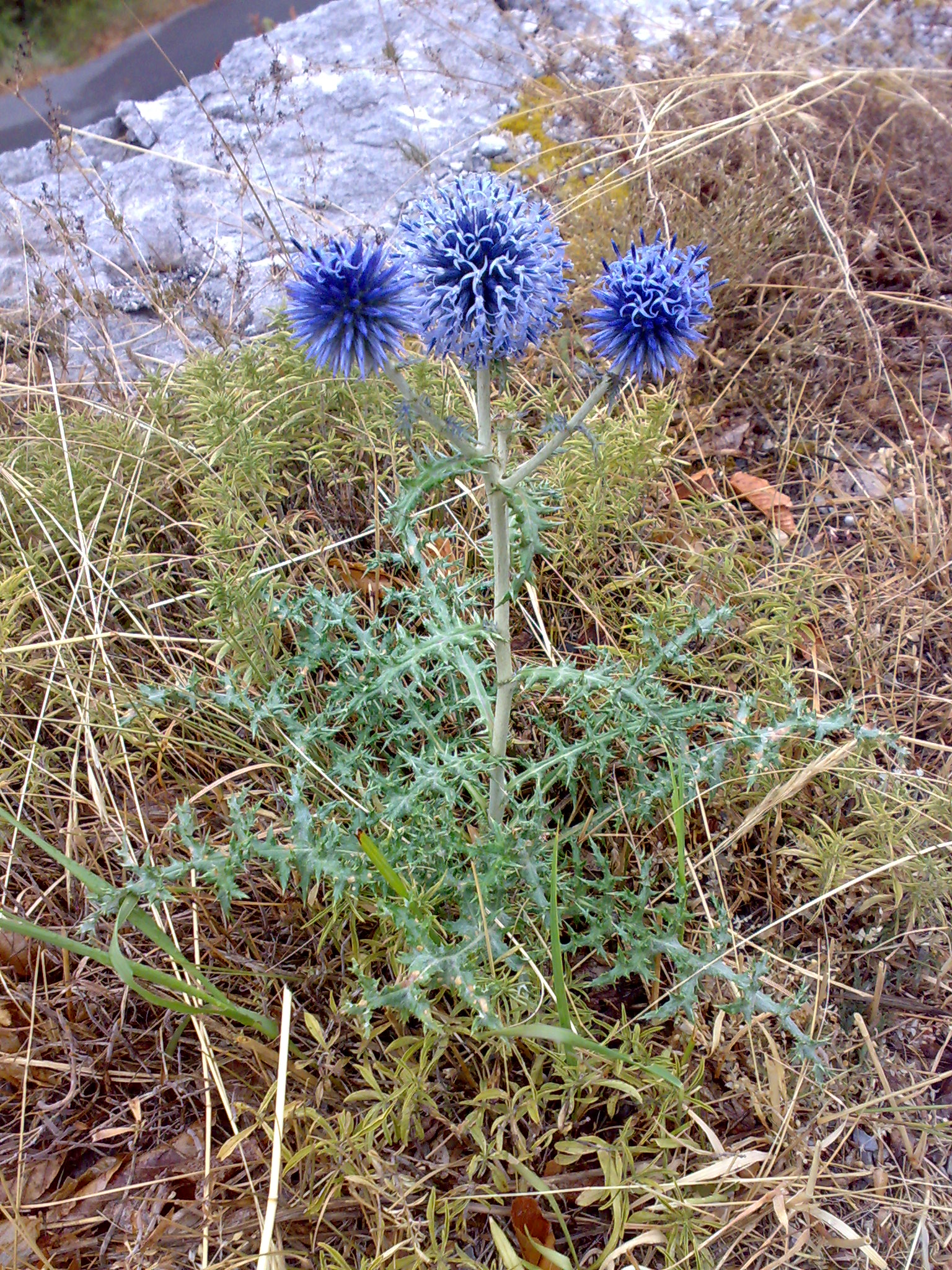
Ruthenische Kugeldistel (Echinops ritro)

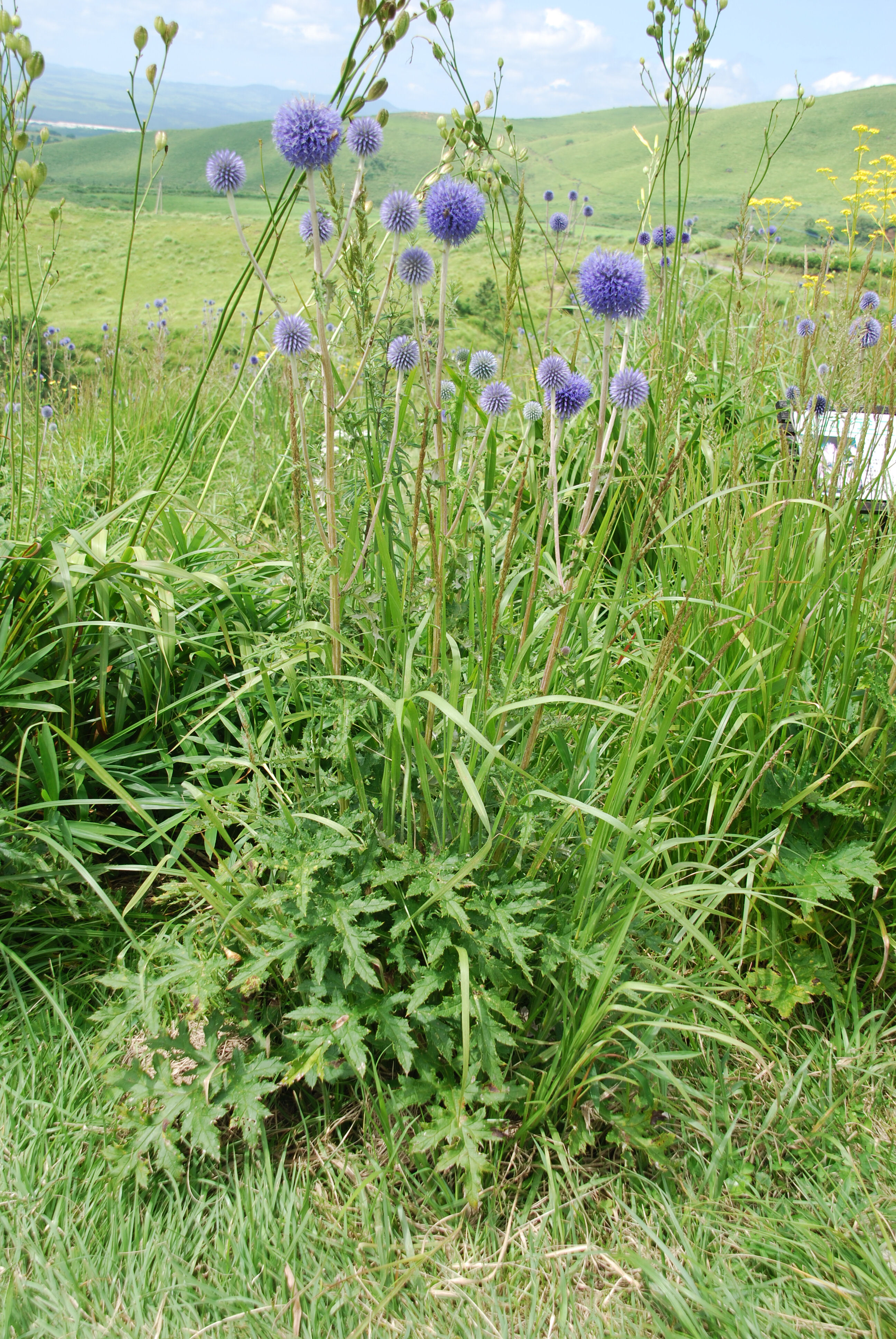
Echinops setifer

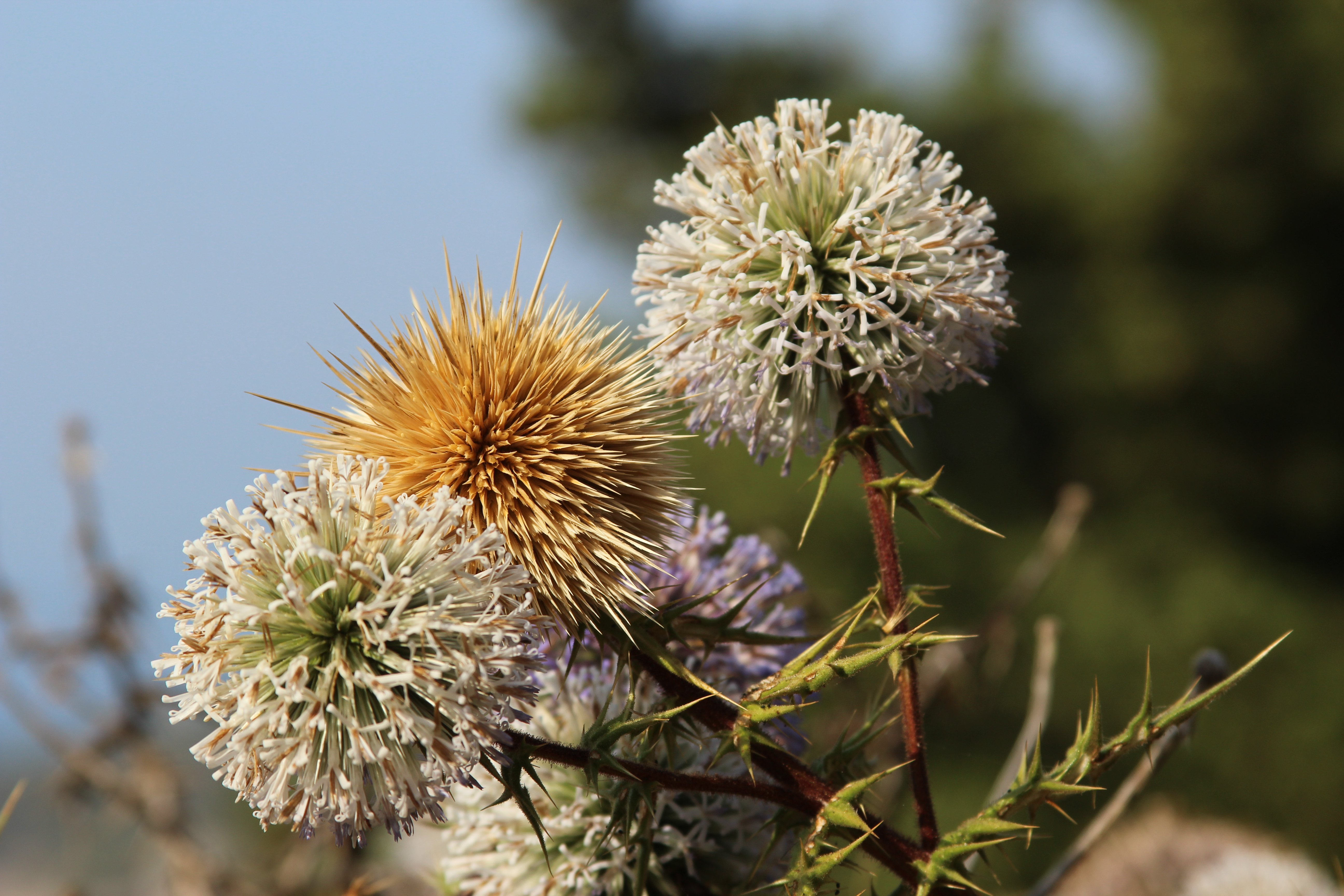
Echinops spinosissimus subsp. spinosissimus auf der Insel Samos

## Systematik und Verbreitung
Die Gattung Echinops wurde durch Carl von Linné aufgestellt. Der Gattungsname Echinops leitet sich von altgriechisch ἐχῖνος echînos, deutsch ‚Igel‘ und ὤψ ṓps, deutsch ‚Aussehen‘, ‚Gesicht‘ ab und bezieht sich auf die Ähnlichkeit der Köpfe mit einem zusammengerollten Igel.
Die Kugeldisteln werden innerhalb der Unterfamilie Carduoideae in die Tribus Cardueae und Subtribus Echinopsidinae gestellt.
Die Kugeldisteln kommen in Eurasien und Afrika vor. Es gibt rund 120 bis 210 Arten, von denen zwölf in Europa vorkommen.
Die in Mitteleuropa heimischen, bzw. vorkommenden Arten sind:
- Banater Kugeldistel (Echinops bannaticus Rochel ex Schrad.): Sie stammt aus Südosteuropa, wird als Zierpflanze kultiviert und verwildert selten.
- Drüsenlose Kugeldistel (Echinops exaltatus Schrad.): Sie ist in Ost- und Südosteuropa heimisch, seit dem 19. Jahrhundert als Zierpflanze verwildert und teilweise eingebürgert.
- Ruthenische Kugeldistel (Echinops ritro L.): Sie kommt im pannonischen Gebiet vor und ist in Österreich gefährdet.
- Drüsenblättrige Kugeldistel (Echinops sphaerocephalus L.)

Weitere Arten (Auswahl):
- Echinops acantholepis Jaub. & Spach: Sie kommt vom östlichen Mittelmeerraum bis Zentralasien, bis Pakistan zur Arabischen Halbinsel vor.[2]
- Echinops adenocaulos Boiss.: Sie kommt in Jordanien und Israel vor.[4]
- Echinops armatus Steven: Dieser Endemit kommt nur auf der Krim vor.[4]
- Echinops cyrenaicus E.A.Durand & Barratte: Sie kommt nur in Libyen vor.[4]
- Echinops descendens Hand.-Mazz.: Sie kommt in Syrien vor.[2]
- Echinops emiliae P.H.Davis: Sie kommt in der Türkei vor.[4]
- Echinops foliosus Sommier & Levier: Sie kommt nur in Georgien vor.[4]
- Echinops galalensis Schweinf.: Sie kommt in Libyen, Ägypten, auf der Sinai-Halbinsel und in Saudi-Arabien vor.[2]
- Echinops glaberrimus DC.: Sie kommt in Ägypten, auf der Sinai-Halbinsel, in Gebiet von Israel und Jordanien und in Saudi-Arabien vor.[2]
- Echinops graecus Mill.: Sie kommt in Griechenland vor.[4]
- Echinops heterophyllus P.H.Davis
- Niedrige Kugeldistel (Echinops humilis M.Bieb.): Die Heimat ist das Altaigebirge und die südliche Mongolei; sie kommt vor in den Ländern Russland, Kasachstan, die Mongolei und Xinjiang.[5]
- Echinops hussonii Boiss.: Sie kommt im Sudan und auf der Arabischen Halbinsel vor.[2]
- Echinops macrochaetus Fresen.: Sie kommt im nordöstlichen tropischen Afrika und auf der südlichen Sinai-Halbinsel vor.[2]
- Echinops melitensis Hedge & Hub.-Mor.: Sie kommt in der Türkei vor.[4]
- Echinops mersinensis Gemici & Leblebici: Sie kommt in der Türkei vor.[4]
- Echinops microcephalus Sm.: Sie kommt auf der Balkanhalbinsel, in Kroatien, Serbien, Bulgarien, Rumänien, in der europäischen und asiatischen Türkei und auf griechischen und türkischen Inseln in der Ägäis vor.[4]
- Echinops onopordum P.H.Davis: Sie kommt in der Türkei vor.[4]
- Echinops opacifolius Iljin: Sie kommt nur in Aserbaidschan vor.[4]
- Echinops orientalis Trautv.: Sie kommt in der Türkei, im Kaukasusraum, im Irak und im Iran vor.[2]
- Echinops ossicus K.Koch: Sie kommt in der Türkei, im Kaukasusraum, in Georgien und in Aserbaidschan vor.[4]
- Echinops oxyodontus Bornm. & Diels: Sie kommt in Bulgarien und Mazedonien vor.[4]
- Echinops pannosus Rech. f.: Sie kommt in der Türkei vor.[4]
- Echinops phaeocephalus Hand.-Mazz.: Sie kommt in der südöstlichen Türkei vor.[2]
- Echinops philistaeus Feinbrun & Zohary: Sie kommt in Israel und auf der Sinaihalbinsel vor.[4]
- Echinops polyacanthus Iljin: Sie kommt in der Türkei, in Armenien und in Georgien vor.[4]
- Echinops polygamus Bunge: Sie kommt von Transkaukasien bis zum Iran vor.[2]
- Echinops pungens Trautv.: Sie kommt von der Türkei bis zum Iran vor.[2]
- Echinops setifer Iljin: Sie kommt in China, Korea und Japan vor.[2]
- Echinops sintenisii Freyn: Sie kommt in der Türkei vor.[4]
- Echinops spinosissimus Turra: Sie kommt in acht Unterarten in Südeuropa, Nordafrika und Westasien vor.[6][4]
- Echinops strigosus L.: Sie kommt in Marokko, Algerien, Tunesien, Portugal und Spanien vor.[4]
- Echinops taeckholmianus A.Amin: Sie kommt in Ägypten vor.[4]
- Echinops tournefortii Ledeb.: Sie kommt von der östlichen Türkei bis zum westlichen Iran vor.[2]
- Echinops transcaucasicus Iljin: Sie kommt in der Türkei, in Aserbaidschan, Armenien und Georgien vor.[4]
- Echinops vaginatus Boiss. & Hausskn.: Sie kommt in der Türkei vor.[4]
- Echinops viridifolius Iljin: Sie kommt im Kaukasusraum vor.[4]

## Belege
- Siegmund Seybold (Hrsg.): Schmeil-Fitschen interaktiv. CD-ROM, Version 1.1. Quelle & Meyer, Wiebelsheim 2002, ISBN 3-494-01327-6.